# Live Undead
Live Undead е първият концертен албум на американската траш метъл банда Слейър от 1984 г. Реализиран е като продължение на EP-то „Haunting the Chapel“ и записан по време на турне в негова подкрепа. Включва пет парчета от дебютния „Show No Mercy“, едно от последвалото EP и неиздаваното в албум „Aggressive Perfector“, следващи с малки изключения студийните аранжименти. Предвид изтеклия дълъг период, преди музикантите да издадат дългосвирещ концертен албум, настоящият документира състоянието в ранния период на групата.

## Музиканти
- Том Арая – вокал, бас
- Кери Кинг – китари
- Джеф Ханеман – китари
- Дейв Ломбардо – барабани